# سناتور لاینز
سناتور لاینز (انگلیسی: Senator Lines) شرکت ترابری دریایی آلمانی است، که در سال ۱۹۹۴ تأسیس شد.